# Ястребовка (Крым)
Ястребовка (до 1948 года Теми́р; укр. Яструбівка, крымскотат. Temir, Темир) — село в Красногвардейском районе Республики Крым, входит в состав Клепининского сельского поселения (согласно административно-территориальному делению Украины — Клепининского сельского совета Автономной Республики Крым).

## Население
| 2001 | 2014 |
| ---- | ---- |
| 242  | ↘153 |

Всеукраинская перепись 2001 года показала следующее распределение по носителям языка
| Язык             | Процент |
| ---------------- | ------- |
| русский          | 61.16   |
| крымскотатарский | 27.69   |
| украинский       | 9.09    |

### Динамика численности
| - 1805 год — 58 чел. - 1889 год — 141 чел. - 1892 год — 163 чел. - 1900 год — 181 чел. - 1915 год — 46/12 чел. | - 1926 год — 133 чел. - 1989 год — 184 чел. - 2001 год — 242 чел. - 2009 год — 245 чел. - 2014 год — 153 чел. |

## Современное состояние
На 2017 год в Ястребовке числится 3 улицы — Первомайская, Украинская и Юбилейная; на 2009 год, по данным сельсовета, село занимало площадь 7,4 гектара на которой, в 71 дворе, проживало 245 человек. В селе действуют сельский клуб, фельдшерско-акушерский пункт, магазин. Село связано автобусным сообщением с райцентром и соседними населёнными пунктами.

## География
Ястребовка — село на северо-западе района, в степном Крыму, высота центра села над уровнем моря — 42 м. Соседние сёла: Карповка в 2,5 км на запад, Тимашовка в 3,5 км на север, Клепинино в 4 км на восток и Красная Поляна в 3,2 км на юг. Расстояние до райцентра — около 18 километров (по шоссе), там же ближайшая железнодорожная станция — Урожайная. Транспортное сообщение осуществляется по региональной автодороге 35Н-230 Кремневка — Клепинино (по украинской классификации — С-0-10619).

## История
Первое документальное упоминание села встречается в Камеральном Описании Крыма… 1784 года, судя по которому, в последний период Крымского ханства Темиринки входил в Даирский кадылык Акмечетского каймаканства. После присоединения Крыма к России (8) 19 апреля 1783 года, (8) 19 февраля 1784 года, именным указом Екатерины II сенату, на территории бывшего Крымского Ханства была образована Таврическая область и деревня была приписана к Перекопскому уезду. После Павловских реформ, с 1796 по 1802 год, входила в Акмечетский уезд Новороссийской губернии. По новому административному делению, после создания 8 (20) октября 1802 года Таврической губернии, Темир был включён в состав Кокчора-Киятской волости Перекопского уезда.
По Ведомости о всех селениях в Перекопском уезде состоящих с показанием в которой волости сколько числом дворов и душ… от 21 октября 1805 года, в деревне Темиринк числилось 8 дворов, 55 крымских татар и 3 ясыров. На военно-топографической карте генерал-майора Мухина 1817 года деревня Темир обозначена с 10 дворами. После реформы волостного деления 1829 года деревня, согласно «Ведомости о казённых волостях Таврической губернии 1829 года», осталась в составе Кокчоракиятской волости. На карте 1836 года в деревне 6 дворов, а на карте 1842 года Темир обозначен условным знаком «малая деревня», то есть, менее 5 дворов.
В середине XIX века, видимо, вследствие эмиграции татар, особенно массовой после Крымской войны 1853—1856 годов, в Турцию, деревня опустела и в доступных документах не встречается.
В 1860-х годах, после земской реформы Александра II, деревню отнесли к Григорьевской волости того же уезда. Видимо, во второй половине века деревню заселили переселенцами из России и в «Памятной книге Таврической губернии 1889 года», по результатам Х ревизии 1887 года она записана как Темир-Джурек-Ишунь, с 31 двором и 141 жителем.
После земской реформы 1890 года деревню отнесли к Александровской волости. Согласно «…Памятной книжке Таврической губернии на 1892 год», в деревне Темир, входившем в Темирское сельское общество, было 163 жителя в 25 домохозяйствах. В 1900 году, согласно «…Памятной книжке… на 1900 год» в деревне числился 181 житель в 28 дворах. По Статистическому справочнику Таврической губернии. Ч.II-я. Статистический очерк, выпуск пятый Перекопский уезд, 1915 год, в деревне Темир-Джурек-Ишунь Александровской волости Перекопского уезда числилось 8 дворов (6 дворов с землёй, 2 — безземельные) с греческим населением в количестве 46 человек приписных жителей и 12 — «посторонних», из которых 26 мужчин и 32 женщины. Жители владели 800 десятинами удобной земли. В хозяйствах имелось 37 лошадей, 24 вола, 74 коровы и 93 головы мелкого скота.
После установления в Крыму Советской власти и учреждения 18 октября 1921 года Крымской АССР, в составе Джанкойского уезда был образован Курманский район, в состав которого включили село. В 1922 году уезды получили название округов. 11 октября 1923 года, согласно постановлению ВЦИК, в административное деление Крымской АССР были внесены изменения, в результате которых был ликвидирован Курманский район и село включили в состав Джанкойского. Согласно Списку населённых пунктов Крымской АССР по Всесоюзной переписи 17 декабря 1926 года, в селе Темир-Джурек-Ишунь, в составе упразднённого к 1940 году Ишуньского (немецкого) сельсовета Джанкойского района, числилось 19 дворов, из них 18 крестьянских, население составляло 77 человек, из них 35 русских, 31 грек, 6 немцев, 3 украинца, 2 записаны в графе «прочие». В артели в том же селе, числилось 8 дворов, население составляло 56 человек, из них 43 русских, 8 немцев, 5 украинцев.
Постановлением Президиума КрымЦИКа «Об образовании новой административной территориальной сети Крымской АССР» от 26 января 1935 года был создан немецкий национальный (лишённый статуса национального постановлением Оргбюро ЦК КПСС от 20 февраля 1939 года) Тельманский район и село включили в его состав.
После освобождения Крыма от фашистов, 12 августа 1944 года было принято постановление № ГОКО-6372с «О переселении колхозников в районы Крыма» по которому в район из областей Украины и России переселялись семьи колхозников, а в начале 1950-х годов последовала вторая волна переселенцев из различных областей Украины. С 25 июня 1946 года Темир в составе Крымской области РСФСР. Указом Президиума Верховного Совета РСФСР от 18 мая 1948 года, Темир переименовали в Ястребовку. 26 апреля 1954 года Крымская область была передана из состава РСФСР в состав УССР. Время включения в Петровский сельсовет пока не установлено: на 15 июня 1960 года село уже числилось в его составе, на 1968 год — в составе Александровского, на 1 января 1977 года — в Клепининском. По данным переписи 1989 года в селе проживало 184 человека. С 12 февраля 1991 года село в восстановленной Крымской АССР, 26 февраля 1992 года переименованной в Автономную Республику Крым. С 21 марта 2014 года в составе Крыма аннексирована Россией.

## Джурик-Уйшунь
45°33′15″ с. ш. 34°06′35″ в. д.
Встречается на военно-топографической карте генерал-майора Мухина 1817 года, как Оджак Юшунь без указания числа дворов, на карте 1836 года, как Джурик Уйшунь с 8 дворами, а на карте 1842 года обозначен условным знаком «малая деревня», то есть, менее 5 дворов. Селение уже не записано в «Списке населённых мест Таврической губернии по сведениям 1864 года», хотя ещё обозначено на трёхверстовой карте 1865 года, но его уже нет на карте с корректурой 1876 года и в дальнейшем в доступных источниках не встречается. Позднее название селения входило частью в ойконим Темир-Джурек-Ишунь — видимо, считалось, что новое поселение было преемником Джурик-Уйшуни.